# Petit-duc de Beccari
Otus beccarii
Espèce
Synonymes
- Scops beccarii Salvadori, 1876
(protonyme)

Statut de conservation UICN

 NT B1b(iii) : Quasi menacé
Statut CITES
Le Petit-duc de Beccari (Otus beccarii) est une espèce d'oiseaux de la famille des Strigidae.

## Répartition
Cette espèce vit sur les îles de Biak, Supiori et dans la province de Papouasie, en Indonésie.